# 蝶 (林明日香のアルバム)
『蝶』（ちょう）は、林明日香の3枚目のアルバム。2005年12月14日発売。発売元は東芝EMI（現・EMIミュージック・ジャパン）。

## 収録曲
1. 声
作詞：三浦徳子、作曲：山移高寛、編曲：山移高寛
9thシングル。
テレビ朝日系時代劇「世直し順庵!人情剣」エンディングテーマ
2. ふわり
作詞：ユウコ（チャンベビ）、作曲：ユウコ（チャンベビ）、編曲：村山☆潤
3. 揺想
作詞：南由宇子、作曲：山移高寛、編曲：山移高寛
4. 道草
作詞：三浦徳子、作曲：花坂響、編曲：花坂響
5. チーズ
作詞：林明日香、作曲：原田アツシ、編曲：原田アツシ
6. 山手線
作詞：川江美奈子、作曲：川江美奈子、編曲：花坂響
7. 神々の星
作詞：白井貴子、作曲：白井貴子、編曲：山移高寛
8. 蓮花
作詞：海老名香葉子、谷村新司:作曲：谷村新司、編曲：奥本亮
長編アニメーション映画「あした元気にな～れ！～半分のさつまいも～」テーマ曲
9. じぃちゃんばぁちゃんの唄
作詞：林明日香、作曲：林明日香、編曲：成川柾乃莉
10. Senaka
作詞：林明日香、作曲：林明日香、編曲：成川柾乃莉・Belovelover